# Erzbistum Sant’Angelo dei Lombardi-Conza-Nusco-Bisaccia
Das Erzbistum Sant’Angelo dei Lombardi-Conza-Nusco-Bisaccia (lat.: Archidioecesis Sancti Angeli de Lombardis-Compsana-Nuscana-Bisaciensis, ital.: Arcidiocesi di Sant’Angelo dei Lombardi-Conza-Nusco-Bisaccia) ist eine in Italien gelegene Erzdiözese der römisch-katholischen Kirche mit Sitz in Sant’Angelo dei Lombardi.

## Geschichte
Es wurde im 8. Jahrhundert als Bistum Conza begründet. Im 11. Jahrhundert wurde dieses zum Erzbistum erhoben und fusionierte am 27. Juni 1818 mit dem Bistum Campagna. Doch bereits am 30. September 1921 wurde Campagna als eigenständiges Erzbistum wieder von Conza abgetrennt, welchem zugleich das Bistum Sant’Angelo dei Lombardi-Bisaccia einverleibt wurde. Somit erreichte die Diözese eine Größe von 1.115 km².
Am 30. September 1986 wurde ihm das Bistum Nusco einverleibt. 2002 verlor es seinen Status als Metropolitan-Erzbistum.

## Weblinks

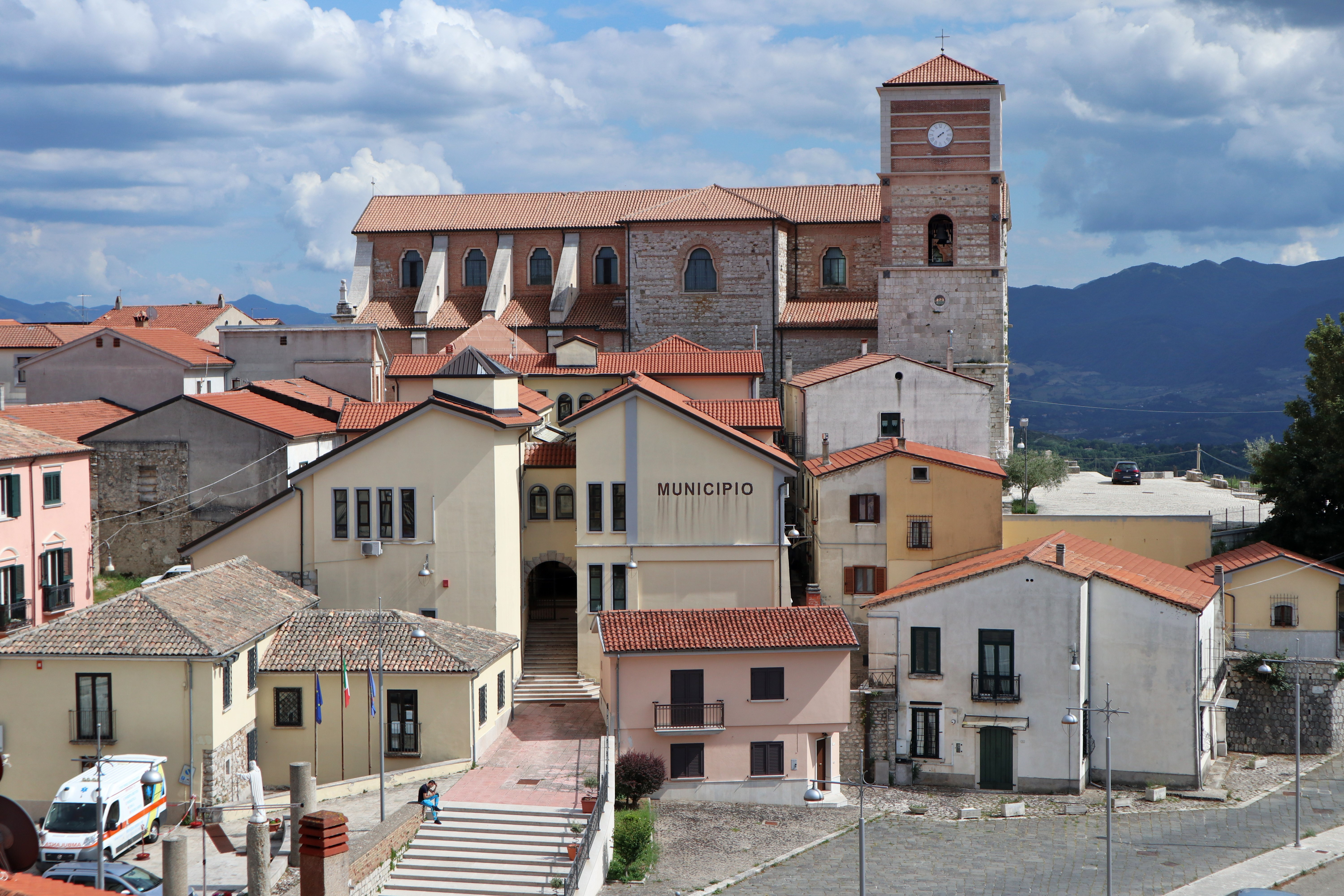
Kathedrale Sant’Angelo dei Lombardi
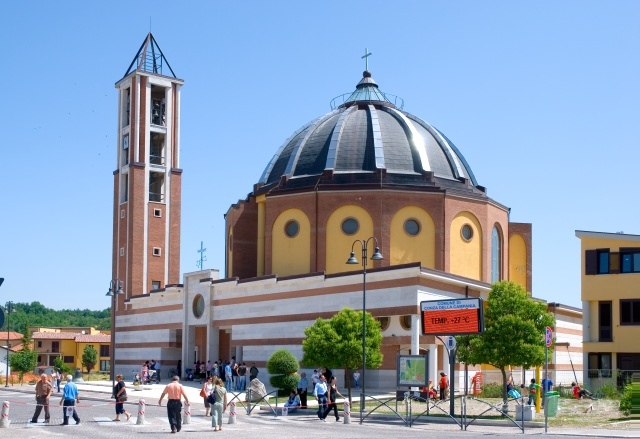
Konkathedrale in Conza
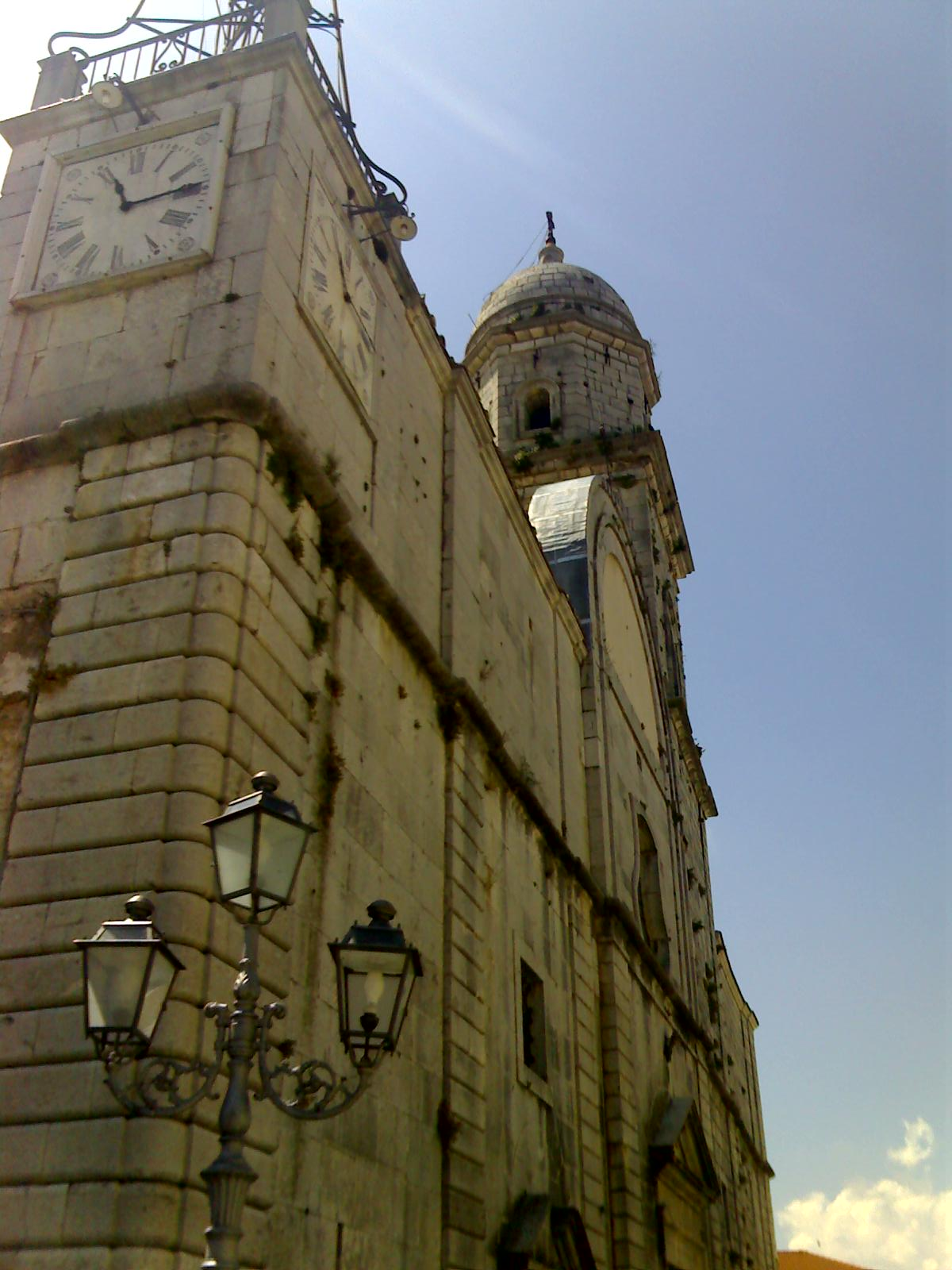
Konkathedrale in Nusco